# Stanningfield
Stanningfield – wieś w Anglii, w hrabstwie Suffolk, w dystrykcie West Suffolk. Leży 31 km na północny zachód od miasta Ipswich i 95 km na północny wschód od Londynu.